# Sélim Nassib
Sélim Nassib (Beirut, 1946) è uno scrittore e giornalista libanese.

## Biografia
Nato in una famiglia mizrahì di origine siriana, vive a Parigi dal 1969. Ha lavorato come corrispondente dal Medio Oriente per il quotidiano francese "Libération".
Quattro suoi libri sono tradotti in italiano: Ti ho amata per la tua voce, romanzo ispirato alla storia della cantante araba Umm Kalthum. L'amante palestinese è un romanzo che racconta di un amore impossibile ambientato nel 1948 durante la guerra arabo israeliana. La raccolta di racconti brevi Una sera qualsiasi a Beirut e Il tumulto, Romanzo di formazione parzialmente autobiografico ed ambientato a Beirut tra gli anni '50 e la guerra del Libano (1982).
La narrativa di Nassib, stando alle dichiarazioni dell'autore, nasce dal “bisogno di raccontare una esperienza del mondo arabo” quale "dimensione di vita puramente sensuale”, che non può essere compresa analiticamente. Per l'autore si tratta di dire ciò che "vive" e "sente" (esprime tale idea con la frase “sentivo ciò che la gente sentiva”) senza tentare di liberare da contraddizioni e desideri l'io narrante.
I suoi racconti hanno tutti un'ambientazione storico-politica recente, ma tendono a ricreare atmosfere "fuori dal tempo". Il connubio tra collocazione storica e universalità a-temporale tipica dell'esotismo e della favola mediorientale caratterizza la sua letteratura rispetto alla sensibilità occidentale. Alla radice dell'esperienza intima del Medio Oriente, per Nassib c'è “un formidabile desiderio sensuale [...] quasi sempre frustrato”.

## Opere
- Statu Quo Ante, traduzione di Anna Albertano, che propone l'opera di Sélim Nassib per la prima volta in Italia sulla rivista "Temporali", nº7, maggio 1991.
- Primo Amore, pubblicato sulla rivista "Linea d'Ombra", nº 79, febbraio 1993, traduzione e presentazione di Anna Albertano.
- Ti ho amata per la tua voce, 1997.
- Fra Donne, pubblicato sulla rivista "Linea d'Ombra", nº 95, luglio/agosto 1994, traduzione di Anna Albertano.
- Il Tumulto, 2022 (traduzione italiana nel 2024)